# Osrednji računalnik
Osrednji računalnik (znan tudi kot glavni ~ ali centralni ~ ali pod angleško tujko mainframe) je velik računalnik, ki se ga običajno uporablja za komercialno obdelavo podatkov in druge obsežne operacije. Zaradi splošnega porasta računske zmogljivosti so razlike med osrednjimi računalniki, superračunalniki, miniračunalniki in mikroračunalniki (osebnimi računalniki) vse manj izrazite.
Proizvajalci osrednjih računalnikov so med drugim IBM, Amdahl, Fujitsu in Hitachi. Tipični veliki računalniki so imeli leta 2005 več deset GB pomnilnika in na stotine gigabajtov diskovja.